# Il piccolo guerriero
Il piccolo guerriero (まんが猿飛佐助?, Manga Sarutobi Sasuke) è un anime prodotto dalla Knack nel 1979, composto da 24 episodi.
In Italia la serie fu inizialmente trasmessa su Canale 5 nel 1981 con il titolo I guerrieri ninja; il titolo venne modificato nelle repliche successive.

## Trama
Sasuke si allena dal Grande Maestro Bianco per diventare un ninja, ma prima di diventarlo a pieno titolo dovrà affrontare pericolose missioni per sventare i piani di Hanzo combattendo contro i suoi sgherri.

## Episodi
| Nº | Titolo italiano Giapponese 「Kanji」 - Rōmaji           | In onda          | In onda |
| Nº | Titolo italiano Giapponese 「Kanji」 - Rōmaji           | Giapponese       |         |
| 1  | Monkey boy diventa ninja 「オンキリキリさるとび参上」   | 9 ottobre 1979   |         |
| 2  | Il serpente contro il rospo 「忍術合戦・大蛇対大ガマ」  | 16 ottobre 1979  |         |
| 3  | Super iron monk 「清海入道・怒りの百人力」              | 23 ottobre 1979  |         |
| 4  | L'arma segreta 「秘密兵器千人ごろし」                   | 30 ottobre 1979  |         |
| 5  | La ragazza ninja super ragno 「くノ一忍法・大グモの術」 | 6 novembre 1979  |         |
| 6  | I ninja volanti 「空中戦・空飛ぶ忍者の正体は？」        | 13 novembre 1979 |         |
| 7  | Sasuke e la ragazza ninja 「女忍者にだまされた佐助」    | 20 novembre 1979 |         |
| 8  | Sneakie contro Sasuke 「蛇の目傘のお化け忍者」          | 27 novembre 1979 |         |
| 9  | Operazione mostro marino 「海の生物を生けどりにしろ」   | 4 dicembre 1979  |         |
| 10 | Il monte del diavolo 「鬼首山の決闘」                   | 11 dicembre 1979 |         |
| 11 | I fratelli volanti 「たつ巻忍法・空とぶ三兄弟」         | 18 dicembre 1979 |         |
| 12 | La valle dell'inferno 「危うし・地獄谷の決戦」          | 15 gennaio 1980  |         |
| 13 | Il monaco maledetto 「バテレン妖術ミイラ壷」            | 22 gennaio 1980  |         |
| 14 | Il demone dell'acqua 「水から生まれた妖術使い」         | 29 gennaio 1980  |         |
| 15 | Vampiri 「恐怖の吸血コウモリ」                          | 5 febbraio 1980  |         |
| 16 | Il flauto magico 「魔法の笛でネズミが走る」             | 12 febbraio 1980 |         |
| 17 | La corsa dei cavalli 「草競馬場の妖術使い」             | 19 febbraio 1980 |         |
| 18 | La spada e gli specchi 「恐るべし・人をのみこむ大鏡」   | 26 febbraio 1980 |         |
| 19 | Sdoppiamento di persona 「写し絵の術あっ、佐助が二人」  | 11 marzo 1980    |         |
| 20 | Il demone clown 「軽わざ一座のピエロは悪魔」            | 18 marzo 1980    |         |
| 21 | Il complotto di Saturnila 「見えない敵カスミ忍者現る」  | 25 marzo 1980    |         |
| 22 | La bella e il gigante 「美女と巨人の二人妖術」          | 8 aprile 1980    |         |
| 23 | Il pianto di iron monk 「晴海・ああ涙の故郷」           | 15 aprile 1980   |         |
| 24 | Addio Sasuke 「さらば佐助・またの日を」                 | 29 aprile 1980   |         |